# شبرا البهو
قرية شبرا البهو هي إحدى القرى التابعة لمركز أجا في محافظة الدقهلية في جمهورية مصر العربية. حسب إحصاءات سنة 2006، بلغ إجمالي السكان في شبرا البهو 2906 نسمة، منهم 1517 رجل و1389 امرأة.

## التاريخ
قرية شبرا البهو من القرى القديمة، حيث وردت باسم «شبرى البهو» في أعمال الدقهلية والمرتاحية ضمن قرى الروك الناصري التي أحصاها ابن الجيعان في كتاب «التحفة السنية بأسماء البلاد المصرية». وفي العصر العثماني وردت باسم «شبرى البهو» في التربيع العثماني الذي أجراه الوالي العثماني سليمان باشا الخادم في عصر السلطان العثماني سليمان القانوني ضمن قرى ولاية الدقهلية، وفي تاريخ 1228هـ/1813م الذي عدّ قرى مصر بعد المسح الذي قام به محمد علي باشا باسم «شبرا البهو» ضمن قرى مديرية الدقهلية.

## جائحة كورونا
في أبريل 2020 اعترض أهالي القرية على دفن  سونيا عبد العظيم وهي طبيبة توفيت في مستشفى العزل بالإسماعيلية بعد إصابتها بفيروس كورونا في قريتهم، وتجمهروا أمام سيارة الإسعاف ورفضوا دخولها المقابر وقاموا بإشعال النيران بأكوام من القش في طريقهم وألقوهم بالحجارة. فأطلقت الشرطة  الغاز المسيل للدموع لتفريق المحتجين وألقت الشرطة القبض على 15 من الأهالي بتهمة التحريض على أعمال الشغب. أثارت هذة الحادثة غضب عارم داخل مصر وأصبح اسم القرية تريند على موقع تويتر وطالب كثير منهم الحكومة المصرية بتغيير اسم القرية إلى اسم الطبية.